# دينزل سميث
دينزل سميث هو ممثل هندي، ولد في 6 نوفمبر 1960 بمومباي في الهند.

## أعمال

### أفلام
- (2013) صندوق الغداء[4]
- (2015) فندق بست إكزوتك ماريجولد الثاني[5]
- (2016) جاغا جاسوس

## وصلات خارجية
- دينزل سميث على موقع IMDb (الإنجليزية)
- دينزل سميث على موقع قاعدة بيانات الأفلام العربية
- دينزل سميث على موقع ألو سيني (الفرنسية)
- دينزل سميث على موقع أول موفي (الإنجليزية)
- دينزل سميث على موقع قاعدة بيانات الأفلام السويدية (السويدية)
- دينزل سميث على موقع قاعدة بيانات الفيلم (الإنجليزية)
- دينزل سميث على موقع كينوبويسك (الروسية)